# ألفان فاينستاين
ألفان فاينستاين (بالإنجليزية: Alvan Feinstein)‏ هو عالم وبائيات ‏ أمريكي، ولد في 4 ديسمبر 1925 في فيلادلفيا في الولايات المتحدة، وتوفي في 25 أكتوبر 2001 في تورونتو في كندا.